# Народная скупщина Республики Сербской
Народная Скупщина Республики Сербской (серб. Народна скупштина Републике Српске, босн. и хорв. Narodna skupština Republike Srpske) — высший законодательный и конституционный орган в Республике Сербской. Скупщина состоит из 83 депутатов, а парламентское большинство составляют депутаты от Союза независимых социал-демократов, Социалистической партии, Народной партии Сербской, Объединённой Сербской и Демократического союза, а поддержку правительства составляют депутаты от Демократического народного союза и Социалистической партии Сербской.

## История
Народная скупщина была основана 24 октября 1991 года как Скупщина сербского народа в Боснии и Герцеговине. После окончания войны и подписания Дейтонских соглашений Народная скупщина взяла на себя ответственность за проведение необходимых реформ и переустройство Республики. До 2002 года депутаты Народной скупщины избирались на срок в два года. После 2002 года в соответствии с изменениями в законодательстве их стали избирать на четыре года. 
В 2002 году была создана верхняя палата Народной скупщины — Палата народов. В ее составе 28 депутатов, избираемых депутатами Скупщины и муниципалитетами по национальному принципу: по 8 представителей от боснийцев, сербов и хорватов и 4 депутата от остальных национальных меньшинств. Палата народов может ветировать любой закон, принятый Народной скупщиной, если сочтет, что он угрожает жизненным интересам одной из общин.

## Созывы Народной скупщины
Народная скупщина работала в одиннадцать созывов:
- 1-й созыв[серб.] (24 октября 1991 — 14 сентября 1996),
- 2-й созыв[серб.] (19 октября 1996 — 27 декабря 1997),
- 3-й созыв[серб.] (27 декабря 1997 — 19 октября 1998)
- 4-й созыв[серб.] (19 октября 1998 — 16 декабря 2000)
- 5-й созыв[серб.] (16 декабря 2000 — 28 ноября 2002)
- 6-й созыв[серб.] (28 ноября 2002 — 9 ноября 2006)
- 7-й созыв[серб.] (9 ноября 2006 — 15 ноября 2010)
- 8-й созыв[серб.] (15 ноября 2010 — 24 ноября 2014)
- 9-й созыв[серб.] (24 ноября 2014 — 19 ноября 2018)
- 10-й созыв[серб.] (19 ноября 2018 — 15 ноября 2022)
- 11-й созыв[серб.] (15 ноября 2022 — н. в.)

## Список спикеров народной скупщины

Штандарт Председателя Народной скупщины Республики Сербской (1995-2007)

- Момчило Краишник (с 25 октября 1991 по 19 октября 1996)
- Драган Калинич[серб.] (с 19 октября 1996 по 4 ноября 1998)
- Петар Джокич (с 4 ноября 1998 по 16 декабря 2000)
- Драган Калинич[серб.] (с 16 декабря 2000 по 29 июня 2004)
- Душан Стойичич[серб.] (с 29 июня 2004 по 28 февраля 2006)
- Игор Радойчич (с 28 февраля 2006 по 24 ноября 2014)
- Неделько Чубрилович (с 24 ноября 2014 по 15 ноября 2022)
- Ненад Стевандич[серб.] (с 15 ноября 2022 по настоящее время)